# وزارة الثقافة (تايلاند)
وزارة الثقافة (بالتايلندية: กระทรวงวัฒนธรรม)‏ هي هيئة حكومية تايلاندية مسؤولة عن الإشراف على الثقافة والدين والفن في تايلاند.